# Marco Malagò
Marco Malagò (Venezia, 30 dicembre 1978) è un ex calciatore italiano di ruolo difensore.

## Carriera

### Club

#### Venezia, Cosenza e Genoa
Cresce nel vivaio del Venezia. Viene inserito nella rosa della prima squadra dalla stagione 1994-1995. Il suo debutto da professionista risale alla stagione successiva, quando scende in campo in una sola occasione tra i cadetti. Nella stagione 1996-1997 è sempre in Serie B con il Venezia con cui disputa 5 incontri.
Nell'estate del 1997 passa al Cosenza, in Serie C/1. Scende in campo 18 volte e ottiene con la sua squadra la promozione in Serie B sotto la guida tecnica di Giuliano Sonzogni. Nell'annata 1998-1999 col Cosenza gioca 34 partite e segna i suoi primi gol da professionista.
Dopo le due stagioni disputate in Calabria, viene acquistato dal Genoa, società nella quale militerà per quattro stagioni, tutte giocate in Serie B, totalizzando 112 presenze con 6 reti messe a segno. Nel 2003 lascia i liguri.

#### Chievo
Il Chievo Verona lo ingaggia nell'estate del 2003 facendolo debuttare in Serie A il 9 novembre 2003 nella partita Siena-Chievo 1-2. Nella stagione 2003-2004 scende in campo 12 volte, 24 in quella seguente. Nella stagione 2005-2006 firma il suo primo e unico gol in Serie A su 23 partite disputate. Il 14 settembre 2006 esordisce in Coppa Uefa nella sconfitta per 2-0 contro il Braga. Segue poi un'annata nella quale retrocede con il Chievo in Serie B; resta nelle file gialloblù per la stagione cadetta 2007-2008, che sotto la guida di mister Iachini si conclude con il ritorno dei clivensi in Serie A. Nella nuova stagione disputata nella massima serie, Malagò colleziona soltanto 12 presenze, con il Chievo che riesce a ottenere la salvezza sotto la guida di Domenico Di Carlo. Viene confermato con la squadra veronese per la stagione 2009-2010, ma tuttavia colleziona solo 2 presenze.

#### Siena, Triestina, Lumezzane e Sambonifacese
Il 22 gennaio 2010 si trasferisce in prestito al Siena con cui scende in campo solo in 6 occasioni, concludendo il campionato con una retrocessione in B.
A fine stagione il Siena non lo riscatta, perciò torna al Chievo per fine prestito che però il 28 agosto 2010 lo gira in prestito alla Triestina, in cui resta per la stagione 2010-2011, confermandosi tra gli 11 titolari di Iaconi. La Triestina non riesce però a salvarsi e retrocede in Lega Pro. L'8 agosto 2011 firma un contratto che lo lega al Lumezzane per una stagione dove colleziona 22 presenze. Rimasto svincolato, nel dicembre 2012 firma con la Sambonifacese in Serie D. Nella stagione successiva retrocesso con il club veronese gioca una stagione in Eccellenza. Il 1º giugno 2014 rimane svincolato.

## Statistiche

### Presenze e reti nei club
| Stagione             | Squadra              | Campionato           | Campionato | Campionato | Coppe nazionali | Coppe nazionali | Coppe nazionali | Coppe continentali | Coppe continentali | Coppe continentali | Altre coppe | Altre coppe | Altre coppe | Totale | Totale |
| Stagione             | Squadra              | Comp                 | Pres       | Reti       | Comp            | Pres            | Reti            | Comp               | Pres               | Reti               | Comp        | Pres        | Reti        | Pres.  | Reti   |
| -------------------- | -------------------- | -------------------- | ---------- | ---------- | --------------- | --------------- | --------------- | ------------------ | ------------------ | ------------------ | ----------- | ----------- | ----------- | ------ | ------ |
| 1995-1996            | Venezia              | B                    | 1          | 0          | CI              | 0               | 0               | -                  | -                  | -                  | -           | -           | -           | 1      | 0      |
| 1996-1997            | Venezia              | B                    | 5          | 0          | CI              | 0               | 0               | -                  | -                  | -                  | -           | -           | -           | 5      | 0      |
| Totale Venezia       | Totale Venezia       | Totale Venezia       | 6          | 0          |                 | 0               | 0               |                    | -                  | -                  |             | -           | -           | 6      | 0      |
| 1997-1998            | Cosenza              | C1                   | 19         | 0          | CI              | 2               | 0               | -                  | -                  | -                  | -           | -           | -           | 21     | 0      |
| 1998-1999            | Cosenza              | B                    | 34         | 2          | CI              | 4               | 0               | -                  | -                  | -                  | -           | -           | -           | 38     | 2      |
| Totale Cosenza       | Totale Cosenza       | Totale Cosenza       | 52         | 2          |                 | 6               | 0               |                    | -                  | -                  |             | -           | -           | 57     | 2      |
| 1999-2000            | Genoa                | B                    | 25         | 0          | CI              | 7               | 0               | -                  | -                  | -                  | -           | -           | -           | 32     | 0      |
| 2000-2001            | Genoa                | B                    | 24         | 1          | CI              | 3               | 0               | -                  | -                  | -                  | -           | -           | -           | 27     | 1      |
| 2001-2002            | Genoa                | B                    | 32         | 3          | CI              | 4               | 1               | -                  | -                  | -                  | -           | -           | -           | 36     | 4      |
| 2002-2003            | Genoa                | B                    | 31         | 2          | CI              | 3               | 0               | -                  | -                  | -                  | -           | -           | -           | 34     | 2      |
| Totale Genoa         | Totale Genoa         | Totale Genoa         | 112        | 6          |                 | 17              | 1               |                    |                    |                    |             |             |             | 129    | 7      |
| 2003-2004            | ChievoVerona         | A                    | 12         | 0          | CI              | 2               | 0               | -                  | -                  | -                  | -           | -           | -           | 14     | 0      |
| 2004-2005            | ChievoVerona         | A                    | 24         | 0          | CI              | 2               | 0               | -                  | -                  | -                  | -           | -           | -           | 26     | 0      |
| 2005-2006            | ChievoVerona         | A                    | 23         | 1          | CI              | 3               | 0               | -                  | -                  | -                  | -           | -           | -           | 26     | 1      |
| 2006-2007            | ChievoVerona         | A                    | 21         | 0          | CI              | 0               | 0               | UCL+UEL            | 1+2                | 0                  |             |             |             | 24     | 0      |
| 2007-2008            | ChievoVerona         | B                    | 31         | 0          | CI              | 0               | 0               | -                  | -                  | -                  | -           | -           | -           | 31     | 0      |
| 2008-2009            | ChievoVerona         | A                    | 12         | 0          | CI              | 1               | 0               | -                  | -                  | -                  | -           | -           | -           | 13     | 0      |
| lug.-dic. 2009       | ChievoVerona         | A                    | 2          | 0          | CI              | 1               | 0               |                    |                    |                    |             |             |             | 2      | 0      |
| Totale ChievoVerona  | Totale ChievoVerona  | Totale ChievoVerona  | 125        | 1          |                 | 9               | 0               |                    | 3                  | 0                  |             |             |             | 137    | 1      |
| gen.-giu. 2010       | Siena                | A                    | 6          | 0          | -               | -               | -               | -                  | -                  | -                  | -           | -           | -           | 6      | 0      |
| 2010-2011            | Triestina            | B                    | 33         | 0          | CI              | -               | -               | -                  | -                  | -                  | -           | -           | -           | 33     | 0      |
| 2011-2012            | Lumezzane            | LP1                  | 22         | 0          | CI-LP           | -               | -               | -                  | -                  | -                  | -           | -           | -           | 22     | 0      |
| dic. 2012-2013       | Sambonifacese        | D                    | 8          | 0          | -               | -               | -               | -                  | -                  | -                  | -           | -           | -           | 8      | 0      |
| 2013-2014            | Sambonifacese        | Ecc                  | ?          | ?          | -               | -               | -               | -                  | -                  | -                  | -           | -           | -           | ?      | ?      |
| Totale Sambonifacese | Totale Sambonifacese | Totale Sambonifacese | 8+         | 0+         |                 | ?               | ?               |                    | -                  | -                  |             | -           | -           | 8+     | 0+     |
| Totale carriera      | Totale carriera      | Totale carriera      | 363+       | 9+         |                 | 32+             | 1               |                    | 3                  | 0                  |             | -           | -           | 398+   | 10+    |

## Palmarès

### Club

#### Competizioni nazionali
- Serie C1: 1

Cosenza: 1997-1998
- Campionato italiano di Serie B: 1

Chievo Verona: 2007-2008